# نوشو فلز (کانزاس)
نوشو فلز (به انگلیسی: Neosho Falls) شهری در ایالت کانزاس کشور ایالات متحده آمریکا است که جمعیت آن در سرشماری سال ۲۰۱۰ میلادی، ۱۴۱ نفر بوده‌است.